# Bahía de Úig
Bahía de Úig (en gaélico escocés: Camas Úig) es una bahía en la costa oeste de la Isla de Lewis, en las Hébridas Exteriores de Escocia al norte del Reino Unido. Las piezas de ajedrez de Lewis fueron descubiertas en las dunas detrás de la playa.
Camas Uig contiene una variedad de pequeños islotes como Fraoch Eilean, Leac Holm, Sgeir a' Chàis, Sgeir Liath, Sgeir Sheilibhig, Tom y Tolm.
Camas Uig es parte del área Escénica Nacional de Lewis del sur, Harris y Uist del Norte.